# Publius Sufenas Verus
Publius Sufenas Verus war ein im 1. und 2. Jahrhundert n. Chr. lebender Angehöriger des römischen Senatorenstandes.
Durch eine Inschrift ist belegt, dass Verus Statthalter der Provinz Lycia et Pamphylia war; er dürfte in einem Zeitraum zwischen 127 und 131 Statthalter gewesen sein. Durch drei unvollständig erhaltene Militärdiplome, von denen eines auf den 9. September datiert ist, ist belegt, dass Verus danach im Jahr 133 zusammen mit Tiberius Claudius Atticus Herodes Suffektkonsul war.
Sein Sohn, Publius Sufenas Severus, war Suffektkonsul im Jahr 152.

## Datierung
Bernard Rémy datiert die Statthalterschaft in die Amtsjahre 128/129 bis 130/131, Werner Eck dagegen in die Amtsjahre 127/128 bis 129/130.
Margaret M. Roxan datiert den Suffektkonsulat von Verus in das Jahr 132. Werner Eck schließt das Jahr 132 dagegen aus und datiert den Suffektkonsulat in das Jahr 133. Bei der Epigraphik-Datenbank Clauss-Slaby (EDCS) wird für die drei Militärdiplome das Jahr 133 als Datierung angegeben.